# 한승철 (프로게이머)
한승철(2001년 2월 28일 ~ )은 대한민국의 카트라이더 러쉬플러스 프로게이머로, 아이디는 IRON이다. 현재 NUTMITE에서 활동하고 있다. 이전에는 크레이지레이싱 카트라이더 프로게이머로 활동했다.

## 선수 시절

### 크레이지레이싱 카트라이더
2018년, 맥스틸 블랙에 입단하면서 커리어를 시작했다.
듀얼 레이스 X 시즌을 앞두고 ROX 게이밍에 입단했다. 팀전 우승을 달성했다.
2019-1 시즌을 앞두고 SAVIORS에 입단했다. 시즌 중 팀전 우승, 개인전 15위를 달성했다. 이후 팀에서 퇴단했다.
2019-2 시즌을 앞두고 ROX 랩터스에 입단했다. 시즌 중 팀전 4위, 개인전 23위를 기록했다.
2020-1 시즌 팀전 준우승, 개인전 15위를 달성했다. 2020-2 시즌 팀전 준우승, 개인전 13위를 달성했다. 이후 2021-1 시즌 시작 전 잠정 휴식을 취하면서 팀에서 퇴단했다.
2021-2 시즌을 앞두고 휴식을 마친 뒤, SGA 인천에 입단했다. 시즌 중 팀전 4위, 개인전 20위를 기록했다. 2021 수퍼컵 시즌 팀전 공동 7위를 기록했다. 이후 팀에서 퇴단했다.
2022년 1월 2일, 은퇴를 선언했다.

### 카트라이더 러쉬플러스
2022년 7월 14일, 카트라이더 러쉬플러스로 종목을 전향하였고, NUTMITE 팀으로 2022 카러플 그랑프리 시즌 2에 참가하여 우승을 달성, KRPL 차기 시즌에 진출했다. 
2022-2 시즌 팀전 4위를 기록했다. 12월 19일, 카트라이더 러쉬플러스 레전드 챔피언십 팀전 KRPL 4번 시드로 참가했다. 중국 팀을 상대로 좋은 기량을 보여주면서 팀전에서 4위를 기록했다.

## 소속팀
| # | 팀명        | 소속 기간               | 소속 리그    | 비고 |
| - | ----------- | ----------------------- | ------------ | ---- |
| 1 | 맥스틸 블랙 | 2018.01.20 ~ 2018.04.07 | KRL          |      |
| 2 | ROX 게이밍  | 2018.08.16 ~ 2018.09.15 | KRL          |      |
| 3 | SAVIORS     | 2019.01.05 ~ 2019.03.23 | KRL          |      |
| 4 | ROX 랩터스  | 2019.04.30 ~ 2021.02.08 | KRL          |      |
| 5 | SGA 인천    | 2021.06.10 ~ 2021.12.30 | KRL          |      |
| 6 | NUTMITE     | 2022.07.14 ~            | KRPL GP KRPL |      |

## 수상 내역

### 크레이지레이싱 카트라이더
공식 대회 우승 1회, 준우승 2회
- 넥슨 카트라이더 리그 2019 시즌 1 팀전 우승
- 2020 SKT JUMP 카트라이더 리그 시즌 1 팀전 준우승
- 2020 SKT 5GX JUMP 카트라이더 리그 시즌 2 팀전 준우승

### 카트라이더 러쉬플러스
공식 대회 우승 1회
- 2022 카러플 그랑프리 시즌 2 팀전 우승
- 카트라이더 러쉬플러스 레전드 챔피언십 팀전 4위